# Olympische Winterspiele 1988/Teilnehmer (Japan)
| Gelbes Symbol für Goldmedaillen mit stilisierten Olympischen Ringen | Graues Symbol für Silbermedaillen mit stilisierten Olympischen Ringen | Braundes Symbol für Bronzemedaillen mit stilisierten Olympischen Ringen |
| ------------------------------------------------------------------- | --------------------------------------------------------------------- | ----------------------------------------------------------------------- |
| —                                                                   | —                                                                     | 1                                                                       |

Japan nahm an den Olympischen Winterspielen 1988 im kanadischen Calgary mit einer Delegation von 48 Athleten in neun Disziplinen teil, davon 37 Männer und 11 Frauen. Die einzige Medaille gewann der Eisschnellläufer Akira Kuroiwa mit Bronze über 500 Meter.
Fahnenträgerin bei der Eröffnungsfeier war die Eisschnellläuferin Seiko Hashimoto.

## Teilnehmer nach Sportarten

### Biathlon
- Misao Kodate
10 km Sprint: 39. Platz (27:52,6 min)
20 km Einzel: 40. Platz (1:03:51,0 h)
4 × 7,5 km Staffel: 14. Platz (1:32:52,4 h)

- Tadashi Nakamura
10 km Sprint: 44. Platz (28:11,4 min)
20 km Einzel: 48. Platz (1:05:01,3 h)
4 × 7,5 km Staffel: 14. Platz (1:32:52,4 h)

- Kōichi Satō
10 km Sprint: 59. Platz (29:43,1 min)
20 km Einzel: 60. Platz (1:10:18,7 h)
4 × 7,5 km Staffel: 14. Platz (1:32:52,4 h)

- Akihiro Takizawa
10 km Sprint: 63. Platz (31:38,7 min)
20 km Einzel: 61. Platz (1:10:38,0 h)
4 × 7,5 km Staffel: 14. Platz (1:32:52,4 h)

### Bob
Männer, Zweier
- Takao Sakai, Naomi Takewaki (JPN-1)
3. Lauf nicht beendet
- Yuji Yaku, Toshio Wakita (JPN-2)
20. Platz (4:01,04 min)

Männer, Vierer
- Takao Sakai, Toshio Wakita, Yuji Yaku, Naomi Takewaki (JPN-1)
18. Platz (3:51,35 min)

### Eiskunstlauf
Männer
- Makoto Kano
17. Platz (38,0)

Frauen
- Midori Itō
5. Platz (10,6)

- Junko Yaginuma
14. Platz (29,6)

Eistanz
- Tomoko Tanaka & Hiroyuki Suzuki
18. Platz (36,0)

### Eisschnelllauf
Männer
- Tōru Aoyanagi
1500 m: 5. Platz (1:52,85 min)
5000 m: 29. Platz (6:54,70 min)
10.000 m: 24. Platz (14:34,87 min)

- Kimihiro Hamaya
500 m: 13. Platz (37,38 s)
1000 m: 13. Platz (1:14,43 min)

- Yasumitsu Kanehama
500 m: 9. Platz (37,25 s)
1000 m: 9. Platz (1:14,36 min)

- Akira Kuroiwa
500 m: Bronze  (36,77 s)
1000 m: 20. Platz (1:15,05 min)

- Munehisa Kuroiwa
1500 m: 16. Platz (1:55,42 min)
5000 m: 27. Platz (7:01,55 min)

- Yasushi Kuroiwa
500 m: 11. Platz (37,34 s)

- Yukihiro Mitani
1000 m: 23. Platz (1:15,28 min)

- Hozumi Moriyama
1500 m: 28. Platz (1:56,84 min)

- Yoshiyuki Shimizu
1500 m: 22. Platz (1:55,98 min)
5000 m: 32. Platz (7:05,35 min)
10.000 m: 28. Platz (14:47,21 min)

Frauen
- Shōko Fusano
500 m: 8. Platz (40,61 s)
1000 m: 11. Platz (1:21,47 min)

- Seiko Hashimoto
500 m: 5. Platz (39,74 s)
1000 m: 5. Platz (1:19,75 min)
1500 m: 6. Platz (2:04,38 min)
3000 m: 6. Platz (4:23,29 min)
5000 m: 6. Platz (7:34,43 min)

- Natsue Seki
1500 m: 19. Platz (2:08,89 min)
3000 m: 18. Platz (4:29,77 min)
5000 m: 19. Platz (7:47,43 min)

- Noriko Toda
500 m: 21. Platz (41,44 s)
1000 m: 22. Platz (1:23,49 min)

### Nordische Kombination
- Masashi Abe
Einzel (Normalschanze / 15 km): 31. Platz (386,690)
Mannschaft (Normalschanze / 10 km): 9. Platz (1:29:26,3 min)

- Kazuoki Kodama
Einzel (Normalschanze / 15 km): 36. Platz (376,320)
Mannschaft (Normalschanze / 10 km): 9. Platz (1:29:26,3 min)

- Hideki Miyazaki
Einzel (Normalschanze / 15 km): 37. Platz (376,240)
Mannschaft (Normalschanze / 10 km): 9. Platz (1:29:26,3 min)

### Rennrodeln
Männer, Einsitzer
- Toru Ito
26. Platz (3:12,673 min)

- Kazuhiko Takamatsu
18. Platz (3:09,015 min)

Männer, Doppelsitzer
- Kazuhiko Takamatsu, Tsukasa Hirakawa
14. Platz (1:34,453 min)

Frauen
- Hitomi Koshimizu
21. Platz (3:14,126 min)

- Mina Tanaka
18. Platz (3:11,242 min)

### Ski Alpin
Männer
- Shin’ya Chiba
Abfahrt: 11. Platz (2:03,16 min)
Super-G: 14. Platz (1:43,03 min)

- Katsuhito Kumagai
Abfahrt: 34. Platz (2:07,17 min)
Super-G: Rennen nicht beendet
Riesenslalom: Rennen nicht beendet
Kombination: 21. Platz (144,65)

- Chiaki Ishioka
Riesenslalom: 31. Platz (2:15,40 min)
Slalom: Rennen nicht beendet

- Tetsuya Okabe
Riesenslalom: 28. Platz (2:14,49 min)
Slalom: 12. Platz (1:41,93 min)

Frauen
- Emi Kawabata
Abfahrt: 14. Platz (1:27,85 min)
Super-G: 24. Platz (1:22,24 min)
Riesenslalom: Rennen nicht beendet
Slalom: 19. Platz (1:49,35 min)
Kombination: Slalomrennen nicht beendet

- Sachiko Yamamoto
Abfahrt: 23. Platz (1:30,15 min)
Super-G: 30. Platz (1:24,32 min)
Riesenslalom: Rennen nicht beendet
Slalom: Rennen nicht beendet
Kombination: 20. Platz (139,01)

### Skilanglauf
Männer
- Atsushi Egawa
30 km klassisch: 37. Platz (1:32:35,4 h)
50 km Freistil: 42. Platz (2:17:52,8 h)
4 × 10 km Staffel: 14. Platz (1:51:10,7 h)

- Kazunari Sasaki
15 km klassisch: 45. Platz (46:12,6 min)
30 km klassisch: 20. Platz (1:29:59,2 h)
50 km Freistil: 32. Platz (2:13:09,6 h)
4 × 10 km Staffel: 14. Platz (1:51:10,7 h)

- Masaharu Yamazaki
15 km klassisch: 68. Platz (50:06,8 min)
30 km klassisch: 77. Platz (1:43:58,3 h)
4 × 10 km Staffel: 14. Platz (1:51:10,7 h)

- Taniyuki Yuki
15 km klassisch: 52. Platz (47:08,4 min)
30 km klassisch: 57. Platz (1:37:11,9 h)
50 km Freistil: 39. Platz (2:16:24,7 h)
4 × 10 km Staffel: 14. Platz (1:51:10,7 h)

### Skispringen
- Masaru Nagaoka
Normalschanze: 25. Platz (181,3)
Großschanze: 48. Platz (146,0)
Mannschaft: 11. Platz (468,0)

- Akira Satō
Normalschanze: 11. Platz (194,0)
Großschanze: 33. Platz (170,2)
Mannschaft: 11. Platz (468,0)

- Shin’ichi Tanaka
Normalschanze: 52. Platz (160,1)
Großschanze: 47. Platz (147,3)
Mannschaft: 11. Platz (468,0)

- Katsushi Tao
Normalschanze: 51. Platz (161,6)
Großschanze: 52. Platz (138,2)
Mannschaft: 11. Platz (468,0)